# Herpetogramma licarsisalis
Herpetogramma licarsisalis là một loài bướm đêm thuộc họ Crambidae. Chúng có mặt ở hầu hết xứ nhiệt đới Cựu Thế giới, bao gồm New Zealand, Hồng Kông và Queensland. Nó đã được du nhập vài khu vực, gồm Hawaii, Đảo Anh và quần đảo Canaria.
Sải cánh dài khoảng 20 mm.
Ấu trùng ăn nhiều loại cỏ khác nhau của họ Poaceae.

## Hình ảnh

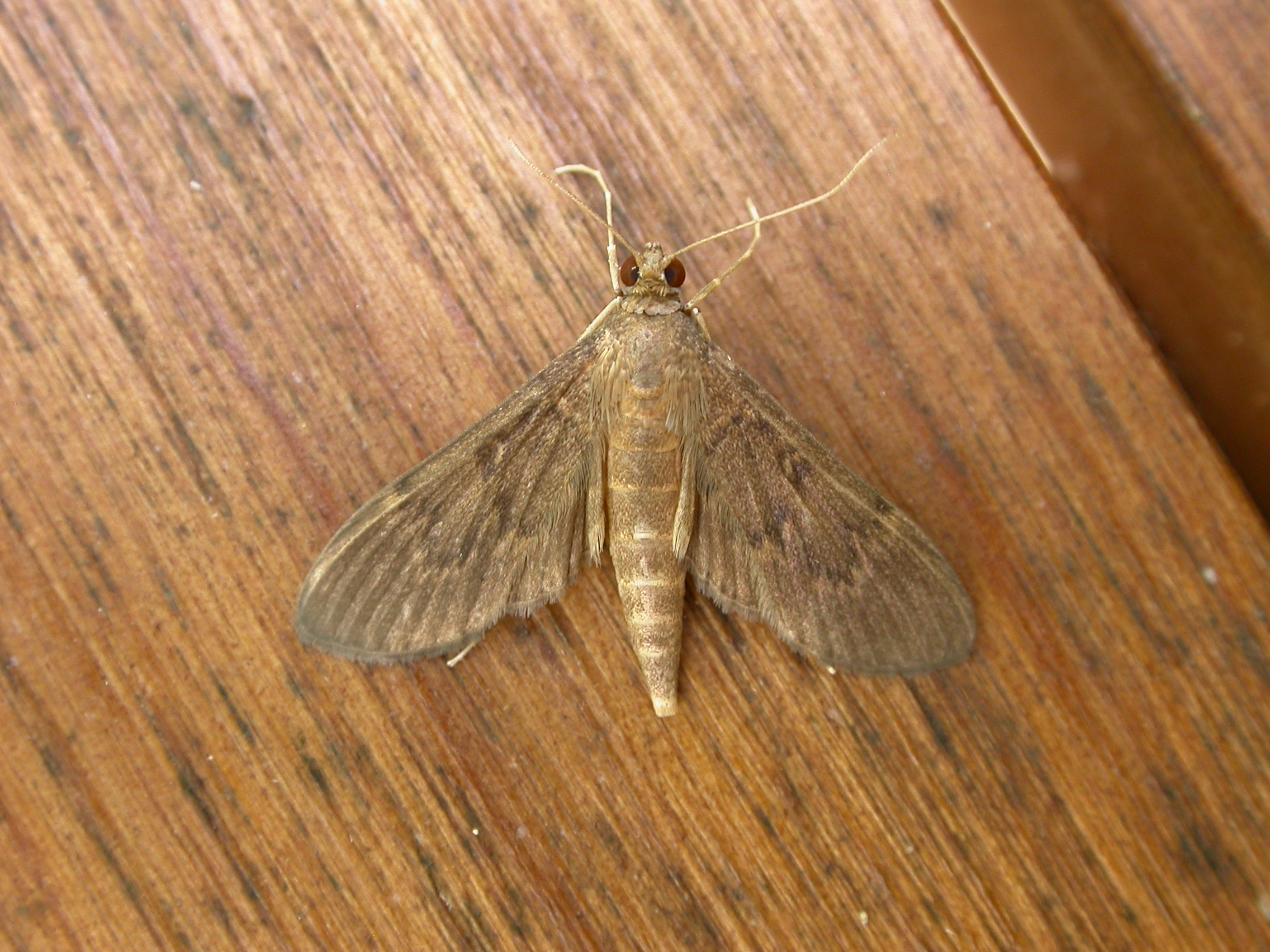